# Louise Lefebvre
Louise Lefebvre es una deportista francesa que compite en remo. Ganó una medalla de plata en el Campeonato Mundial de Remo en Sala de 2025, en la prueba de 2000 m.

## Palmarés internacional
| Campeonato Mundial | Campeonato Mundial | Campeonato Mundial | Campeonato Mundial |
| Año                | Lugar              | Medalla            | Prueba             |
| ------------------ | ------------------ | ------------------ | ------------------ |
| 2025               | Sede virtual       | Medalla de plata   | 2000 m             |